# Jonapsalm

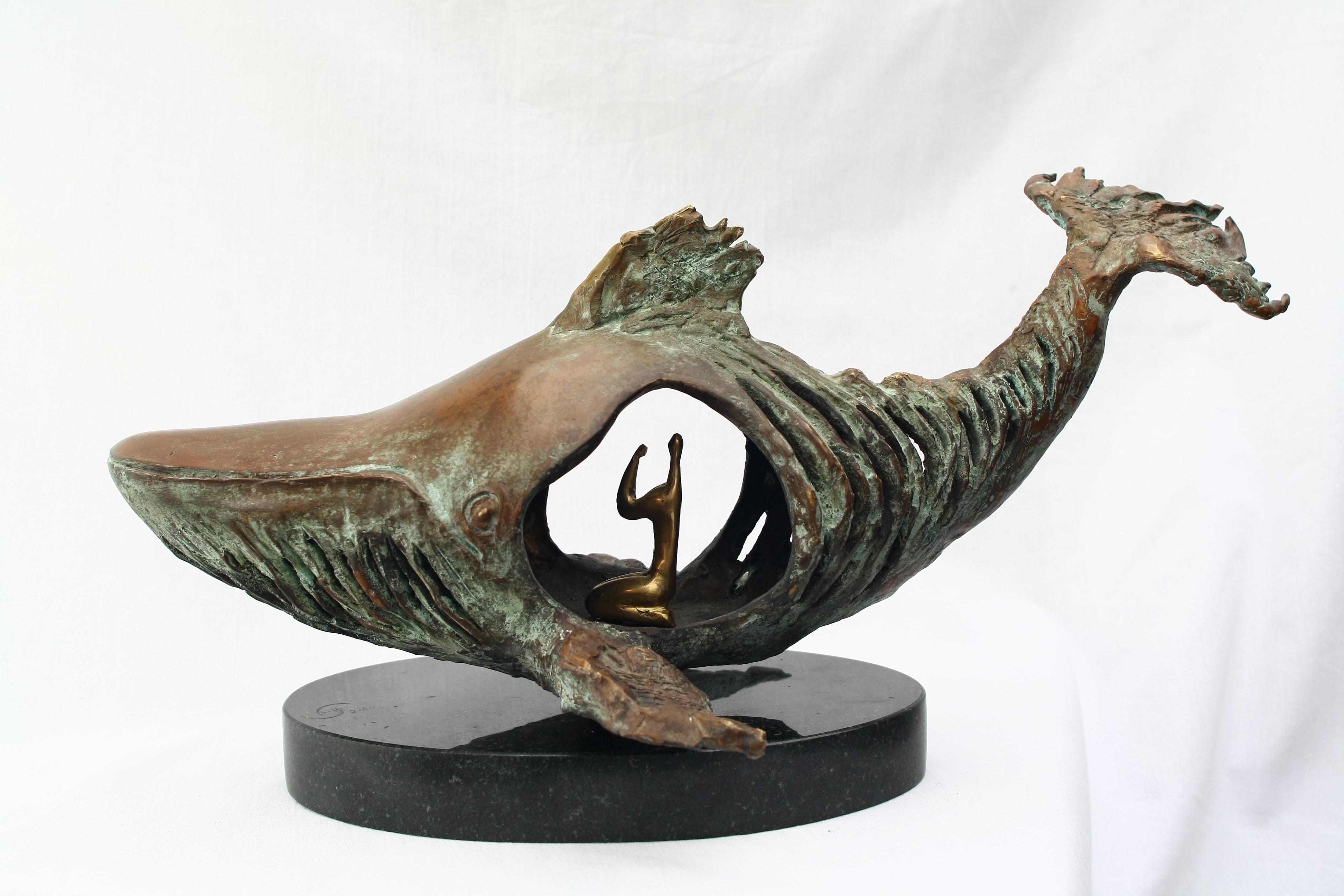
Jonas Gebet im Bauch des Fisches: der Jonapsalm (Sargis Babayan, 2011)

Als Jonapsalm wird ein Gebetstext im biblischen Buch Jona bezeichnet. Er umfasst die Verse Jona 2,3–10 . Im Folgenden ist vorausgesetzt, dass es sich beim Jonabuch um eine Lehrerzählung handelt.

## Psalm
Der Jonapsalm kann als selbständiger kleiner Psalm betrachtet werden, auch wenn er nach Meinung vieler Exegeten für das Buch Jona neu verfasst wurde. Er hat eine rhythmische Struktur (Qina-Metrum) und besteht aus drei Strophen (Verse 3–5; 6–8; 9–10).
Der Dichter griff auf bekannte Psalmmotive zurück und schuf ein sogenanntes Danklied des Einzelnen (vergleichbar etwa Psalm 30) mit folgendem, für diese Gattung typischem Aufbau:
1. Einleitung; Rückblick auf Not und Rettung (Vers 3)
2. Notschilderung (4–7a)
3. Schilderung der Rettung (7b–8)
4. Bekenntnis und Gelübde (9–10).

Ein typisches Psalmmotiv ist das Meer als Chaos- und Todeswelt (Tehom), worin der Beter hilflos versinkt. Ein Beispiel dafür ist Psalm 69. Das Versinken im Meer drückt die maximale Gottferne aus und bildet damit den Gegensatz zum Besuch des Tempels, dem Ort der Gottesbegegnung. So passend die Wasserthematik im Kontext des Jonabuchs ist, so sperrig ist das Tempelmotiv im Jonapsalm, das im Prosatext keine Rolle spielt.
Ein weiterer Bezug des Psalms zum (hebräischen) Prosatext ist das Motiv des Nach-unten-Gehens: Jona geht (1,3) nach Jafo hinab (וירד); er geht (ebd.) ins Schiff hinab (וירד) und ist bei tobendem Sturm (1,5) in den untersten Raum des Schiffes hinabgegangen (ירד). Dem entspricht das Nach-unten-Gehen (ירדתי) auf den Meeresgrund im Jonapsalm (2,6).

## Literarkritik
Das Verhältnis des Jonapsalms zur Lehrerzählung, in die er eingebettet ist, wird unterschiedlich bewertet. Eine Prosaerzählung ohne den Psalm wäre zwar in sich geschlossener, doch wenn Kapitel 2 nur mehr aus dem Eingangs- und Schlusssatz bestände, wäre die Harmonie des Buchaufbaus gestört.
Eine Mehrheit der Exegeten geht mittlerweile davon aus, dass im Endtext des Jonabuchs der Psalm mit der Erzählung eine kompositorische Einheit bildet. Dadurch ergibt sich eine parallele Struktur der Kapitel 2 und 4, in denen Jona mit seinem Gott allein ist und in denen auf die zuvor erzählte Situation zurückgeblickt wird. Jörg Jeremias urteilte: „Auch für Ausleger, die wie ich zur literarischen Lösung neigen, gilt also, dass das Jonabuch – zumindest im Endstadium – mit dem Psalm (und eher dann sogar: von ihm her) gedeutet werden muss.“

## Bedeutung in der Jonaerzählung
Die bis dahin zügig voranschreitende Handlung der Jonaerzählung kommt zum Stillstand, als Jona betend im Bauch des Fisches verweilt – bis er an Land gespien wird. „Diese Gleichzeitigkeit zwischen ‹erzählter Zeit› und ‹Erzählzeit› setzt einen vertieften Identifikationsprozess in Gang.“ Der implizite Leser soll sich den Jonapsalm aneignen, was ihm nicht schwerfällt, weil es sich um einen „Psalmenpotpourri“ von Zitaten und Anspielungen auf den Psalter handelt.
Im Endtext des Jonabuchs beginnt die Rettung Jonas bereits mit dem Verschlucktwerden vom Fisch – darum ist der Jonapsalm im Fischbauch ein Dankgebet – und nach dreitägiger Wartezeit kehrt der Held aus der Todeswelt (Meer) in die Gemeinschaft der Menschen zurück. Mit dem Psalm hat sich die Jonafigur bereits in die Gemeinschaft der betenden Israeliten (Tempelmotiv) eingeordnet.

## Rezeption
Das Evangelische Gottesdienstbuch sieht Jona 2 als Predigttext für den Karsamstag (III) vor. Im Benediktinischen Antiphonale wird der Jonapsalm als Canticum in der Sonntagsvigil der Osterzeit gebetet.